# Braken (Wuustwezel)
Braken is een gehucht in de Belgische provincie Antwerpen. Braken ligt in de gemeente Wuustwezel, ten noorden van het dorpscentrum langs de weg naar Nederland.
Deelgemeenten: Loenhout · Wuustwezel

Overige kernen: Braken · Gooreind · Sterbos

Belgische gemeenten · Arrondissement Antwerpen · Antwerpen · Vlaanderen